# Luftskibet Italia
Italia var navnet på luftskibet, som konstruktør og general Umberto Nobile fløj, da han havarerede på Nordpolen. Nobile og hans mandskab blev reddet efter en af verdens største redningsaktioner. Roald Amundsen deltog også i efterforskningen, men forsvandt i havet ud for norskekysten.
- Wikimedia Commons har flere filer relateret til Luftskibet Italia

| Luftfart | Spire Denne artikel om flyvning er en spire som bør udbygges. Du er velkommen til at hjælpe Wikipedia ved at udvide den. |

81°14′N 28°14′Ø / 81.23°N 28.23°Ø